# Helga Pedersen (Politikerin, 1973)

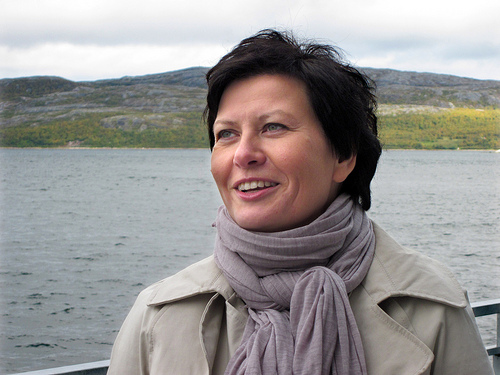
Helga Pedersen (2010)

Helga Pedersen (* 13. Januar 1973 in Sør-Varanger) ist eine norwegische Politikerin der sozialdemokratischen Arbeiderpartiet (Ap). Von Oktober 2005 bis Oktober 2009 war sie die Fischerei- und Küstenministerin ihres Landes.

## Politischer Werdegang
Helga Pedersen studierte Geschichte und Russisch und war als Beraterin der Fylkeskommune der ehemaligen Provinz Finnmark und als Lehrerin tätig. Ab 1997 war sie Sekretärin für Jugendarbeit der Jungen Sozialdemokraten (AUF) in Finnmark.
Pedersen war Mitglied von 1999 bis 2005 Mitglied im Fylkesting der Finnmark. Im Jahr 2003 wurde sie zur Präsidentin der Versammlung (Fylkesordfører) gewählt. Sie war politische Beraterin im Wirtschaftsministerium von 17. April bis 19. Oktober 2001. Vom 17. Oktober 2005 bis 20. Oktober 2009 führte sie in Nachfolge von Svein Ludvigsen das Fischereiministerium im zweiten Kabinett von Jens Stoltenberg. In der Zeit von 2007 bis 2015 war sie stellvertretende Vorsitzende der Arbeiderpartiet.
Pedersen vertrat die Finnmark von 2009 bis 2017 im norwegischen Parlament, dem Storting. Dabei war sie von 2009 bis 2013 Mitglied des Wahl- und des Außen- und Verteidigungsausschusses. Zwischen 2013 und 2017 war sie stellvertretende Vorsitzende des Kommunal- und Verwaltungsausschusses. In der Zeit von Oktober 2009 bis September 2013 war sie Fraktionsvorsitzende der Ap, anschließend bis Juni 2015 stellvertretende Vorsitzende.
Nach dem Ende ihrer Zeit im Storting kehrte Pedersen in ihre Heimatkommune Tana zurück. Nachdem sie 2016 Spitzenkandidatin der Ap für die Sametingswahl im Jahr 2017 wurde, zog sie sich noch im selben Jahr davon zurück, da es zu internem Streit gekommen war. Stattdessen begann sie als Schafsbäuerin und Politiklehrerin zu arbeiten. Im Oktober 2019 wurde sie zur neuen Bürgermeisterin der Kommune Tana gewählt.
Pedersen, die dem Volk der Samen angehört, spricht samisch als Zweitsprache, da ihre Mutter kein samisch konnte.